# Faxonius rusticus
Écrevisse à taches rouges
Espèce
Faxonius rusticus, l’Écrevisse à taches rouges, est une espèce d'écrevisses d'eau douce de la famille des Cambaridae originaire des États-Unis.

## Répartition
Faxonius rusticus est originaire des États-Unis] où cette espèce est présente dans le bassin hydrographique de la rivière Ohio, notamment dans le Sud-Ouest de l’Ohio, le Nord du Kentucky, le Sud-Est de l’Indiana et le Nord du Tennessee.
Elle est en expansion aux États-Unis et au Canada.
En France elle n’est présente que dans le département de l’Aveyron. Elle est toujours présente en faible densité sur le ruisseau d’Inières. Un deuxième foyer, indépendant du premier, a été détecté sur la rivière Aveyron, en aval de Rodez. À l'automne 2022, les services de l’État ont asséché un étang envahi à Inières dans le département de l'Aveyron où 6 000 écrevisses ont été capturées et détruites.

## Habitat
L’Écrevisse à taches rouges colonise tous les milieux aquatiques : ruisseaux, rivières, étangs et lacs.
Son habitat est conditionné à la possibilité de créer des abris, notamment dans les berges fouissables ou sous de gros blocs. L’absence de matériaux fins (argiles, limons ou sables), ou d’abris, peut expliquer son absence.

## Description
La couleur de sa carapace varie entre le gris-bleu et le brun-vert foncé et possède une tache de couleur rouge rouille de chaque côté de sa carapace au niveau du céphalothorax, mais dans certains cours d’eau ces taches rouges peuvent être absentes ou effacées, pas toujours visibles.
Elle présente également des marbrures couleur rouille sur les segments de l'abdomen et n'a pas d'épines en avant du sillon éricale.

### Confusion
L’écrevisse à taches rouges peut être confondue avec l’écrevisse à pinces bleues, l’écrevisse à rostre caréné (toutes deux indigènes au Canada), l’écrevisse marbrée et Faxonius limosus.
L’écrevisse à taches rouges a une taille supérieure à celle de ses congénères. Ses pinces sont particulièrement robustes par rapport à celles de l’écrevisse à pinces bleues et de l’écrevisse marbrée.
Faxonius limosus a des épines avant le sillon cervical qu'on ne retrouve pas chez l’écrevisse à taches rouges.

### Reproduction
Les mâles et  les femelles acquièrent une maturité sexuelle lorsqu’elle mesure environ 35 mm, soit généralement entre la première et la deuxième année de vie.
Les femelles peuvent pondre entre 80 et plus de 500 œufs, et les protège sous leur abdomen. Après l’éclosion, soit environ deux semaines plus tard, les larves restent accrochées à la femelle jusqu’à leur seconde mue avant de quitter définitivement la mère.
Elle se reproduit au printemps et au début de l’automne.

## Espèce envahissante
Cette espèce est classée comme l’espèce d’écrevisse la plus invasive au monde aux États-Unis et Canada. C’est une espèce très agressive qui réduit la biodiversité des milieux aquatiques dans lesquels elle s’établit. Sa plasticité alimentaire lui permet de s’adapter aux ressources en place, qui peuvent se constituer de producteurs primaires (plantes aquatiques ou détritus), bivalves, d’escargots, de petits crustacés, d’insectes aquatiques et d’œufs de poissons. Elle est porteuse saine de la peste des écrevisses (Aphanomyces astaci). Cette peste décime l’ensemble des individus d’une population d’écrevisses autochtones.
Elle figure dans la Listes d’espèces exotiques envahissantes interdites en France. Le fait d'introduire volontairement dans le milieu naturel, de transporter, colporter, utiliser, mettre en vente, vendre ou acheter un spécimen d'une espèce animale ou végétale de cette liste est puni par la loi française de trois ans d'emprisonnement et de 150 000 € d'amende (article L 415-3 du code de l'environnement).

## Dénomination
Ce taxon porte en français le nom vernaculaire ou normalisé suivant : Écrevisse à taches rouges.

## Systématique
Le nom valide complet (avec auteur) de ce taxon est Faxonius rusticus (Girard, 1852).
L'espèce a été initialement classée dans le genre Cambarus sous le protonyme Cambarus rusticus Girard, 1852,. Sa localité type est Cincinnati.
Faxonius rusticus a pour synonymes :
- Cambarus rusticus Girard, 1852
- Orconectes rusticus (Girard, 1852)

### Publication originale
- (en) Charles Girard, « A revision of the North American Astaci, with observations on their habits and geographic distribution », Proceedings of the Academy of Natural Sciences of Philadelphia, Philadelphie, Académie des sciences naturelles de Philadelphie, vol. 6,‎ mai 1852, p. 87-91 (ISSN 0097-3157 et 1938-5293, OCLC 1382862, lire en ligne).